# Brücken zwischen Rapperswil und Hurden
Brücken zwischen Rapperswil und Hurden wurden schon vor Jahrtausenden gebaut. Sie ermöglichten eine Querung des Zürichsees an der Engstelle zwischen Rapperswil und Hurden. Bis ins 19. Jahrhundert handelte es sich ausschliesslich um Holzbrücken.
Prähistorische Pfahlreste an der Fundstelle Hurden Rosshorn belegen, dass es wahrscheinlich schon um 3200 v. Chr., zur Zeit der Horgener Kultur, Stege zwischen Rapperswil und Hurden gab. Zahlreiche Reste wurden von Holzstegen aus der Bronzezeit gefunden. Auch Brücken aus der Eisenzeit, aus dem 2. Jahrhundert n. Chr. sowie aus dem Frühmittelalter wurden an dieser Fundstelle archäologisch nachgewiesen. Bei diesen frühen Stegen und Brücken weiss man nicht, wie sie oberhalb der Verankerung im Seegrund ausgesehen haben. Da beim Bau des Seedamms von Rapperswil das archäologische Material grossenteils zerstört wurde, ist auch die Länge dieser Holzbrücken Gegenstand von Spekulation.
Die von 1360 bis 1878 bestehende Holzbrücke war als Steg für Fussgänger konzipiert. Im Jahr 1878 wurde sie durch den Seedamm von Rapperswil ersetzt, einen modernen Bau für den Auto- und Eisenbahnverkehr, der zwei Brückensegmente enthält. Schliesslich wurde im Jahr 2001 ein neuer Holzsteg für Fussgänger eröffnet.

## Frühzeitliche Seequerungen

### Bronzezeit
Archäologische Untersuchungen ergaben, dass schon seit Jahrtausenden Stege und Brücken eine Querverbindung zwischen den Ufern sicherstellten. Einige der Pfähle datieren in die Frühbronzezeit um 1525 v. Chr. Die Siedlung an der Fundstelle Technikum bestand gleichzeitig mit seequerenden Verkehrswegen von Hurden nach Rapperswil. Sie könnte die Rolle des kontrollierenden Brückenkopfs gespielt haben. Die prähistorischen Pfahlreste und Anhäufungen von Quadersteinen lassen auf eine Brückenverbindung zwischen den Siedlungen bei Hurden und Rapperswil schliessen.
Die frühesten Funde datieren dendrochronologisch in die Zeit der Horgener Kultur, die jüngsten aus vorgeschichtlicher Zeit reichen ins 12. Jahrhundert v. Chr. Die ältesten Stege lagen im seichten Wasser vermutlich auf Höhe des Wasserspiegels und bestanden aus Eichenpfählen mit etwa 2,1 bis 2,4 Metern auseinander liegenden Pfahlreihen, die darauf liegende Bretter oder Baumstämme fixiert haben dürften. Rund fünf Jahrhunderte später bestand die Brückenverbindung aus einem «Pfahlstreifen von rund fünf Metern Breite», hauptsächlich aus Eichen-, Tannen- und Eschenpfählen, die eine tragende Funktion hatten. Diese orientierten sich weiterhin an der ursprünglichen Linienführung und dürften über die Jahrhunderte ausgebaut und faulende Stämme laufend ersetzt worden sein. Eine kultische Bedeutung der Brücke für die Bewohner der Region wird vermutet, da eine auffallend grosse Zahl von Opfergaben im Umfeld der Konstruktion gefunden wurde, namentlich für diese Zeit wertvolle Gewandnadeln, Dolch- und Beilklingen aus Bronze.
Die Fundstellen Hurden Rosshorn und Technikum sind Bestandteil des UNESCO-Weltkulturerbes Prähistorische Pfahlbauten um die Alpen.

### Spätantike und Frühmittelalter
Wie lange diese vermutlich erste frühzeitliche Verbindung zwischen den beiden Seeufern bestanden hat, ist bislang unbekannt; durch wissenschaftliche Tauchgänge sind aber ein halbes Dutzend unterschiedliche ur- und frühgeschichtliche Wegführungen belegt. Aus den jüngeren Epochen – Eisenzeit, römische Besiedlung und Frühmittelalter – sind bislang erst wenige Nachweise erbracht.
Eine Brückenverbindung in römischer Zeit lässt sich wissenschaftlich belegen und datieren: Anlässlich der archäologischen Untersuchungen wurden im Herbst 2004 zwischen den modernen Brückenpfeilern die Reste von mächtigen Pfählen aus Weisstanne und Eiche entdeckt. Die bohlenartigen Weisstannen datieren gemäss C14-Analysen in die Spätantike – die Eichen wurden um 165 n. Chr., zu Beginn der Regierungszeit von Kaiser Mark Aurel, gefällt. Wie lange diese römische Brückenkonstruktion überdauert hat, ist nicht bekannt.

## Die Holzbrücke 1360–1878

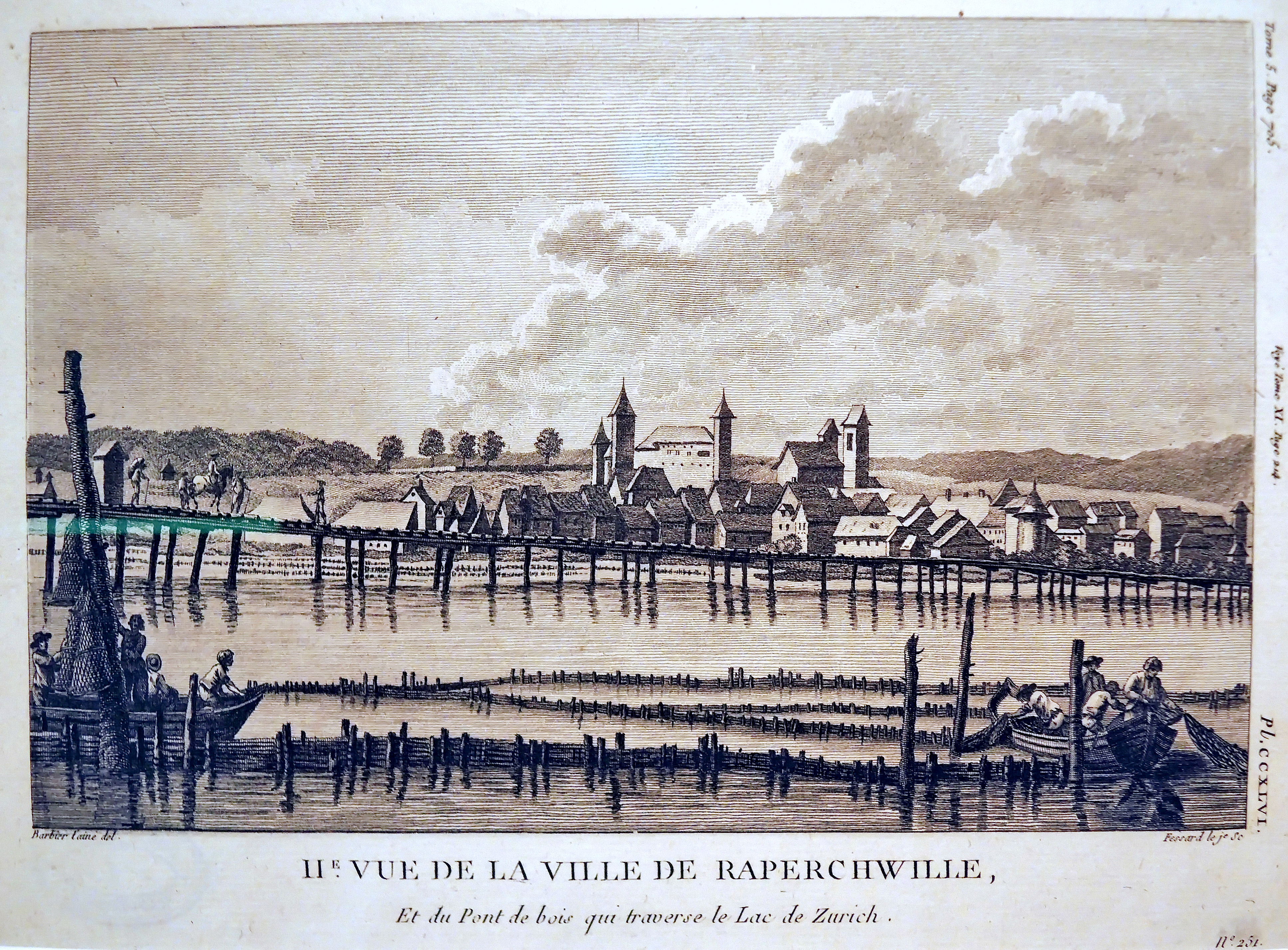
Fischer bei Hurden, im Hintergrund die Holzbrücke und Rapperswil. Stich von J. Barbier, um 1780.

Im Zeitraum 1360 bis 1878 bestand eine Holzbrücke zwischen Rapperswil und Hurden. Diese Jochbrücke war ein Holzsteg ohne Geländer im Obersee. Sie war wesentlich länger als die heutige Holzbrücke, weil sie nicht auf kürzestem Weg verlief, sondern in Hurden bei der Siedlung am östlichen Ufer endete. Anfänglich war sie etwa 1,4 Kilometer lang. Ein in den Jahren 1818 bis 1820 errichteter Neubau war mit einer Begradigung des Verlaufs verbunden, dieser Neubau war deshalb etwas kürzer.
Die Holzbrücke war anfänglich für Fussgänger und den Viehtrieb ausgelegt, auf der Brücke von 1820 verkehrten auch Fuhrwerke. Die Holzbrücke wurde auch «Pilgersteg» genannt, weil zahlreiche Pilger auf ihrem Weg zum Kloster Einsiedeln über die Brücke gingen. Dazu zählten auch Jakobspilger auf der Wanderschaft nach Santiago de Compostela. Die Brücke wurde ein Bestandteil des Schwabenwegs. Wie die heutige Holzbrücke verlief sie unmittelbar an der Kapelle Heilig Hüsli vorbei.

## Der Seedamm

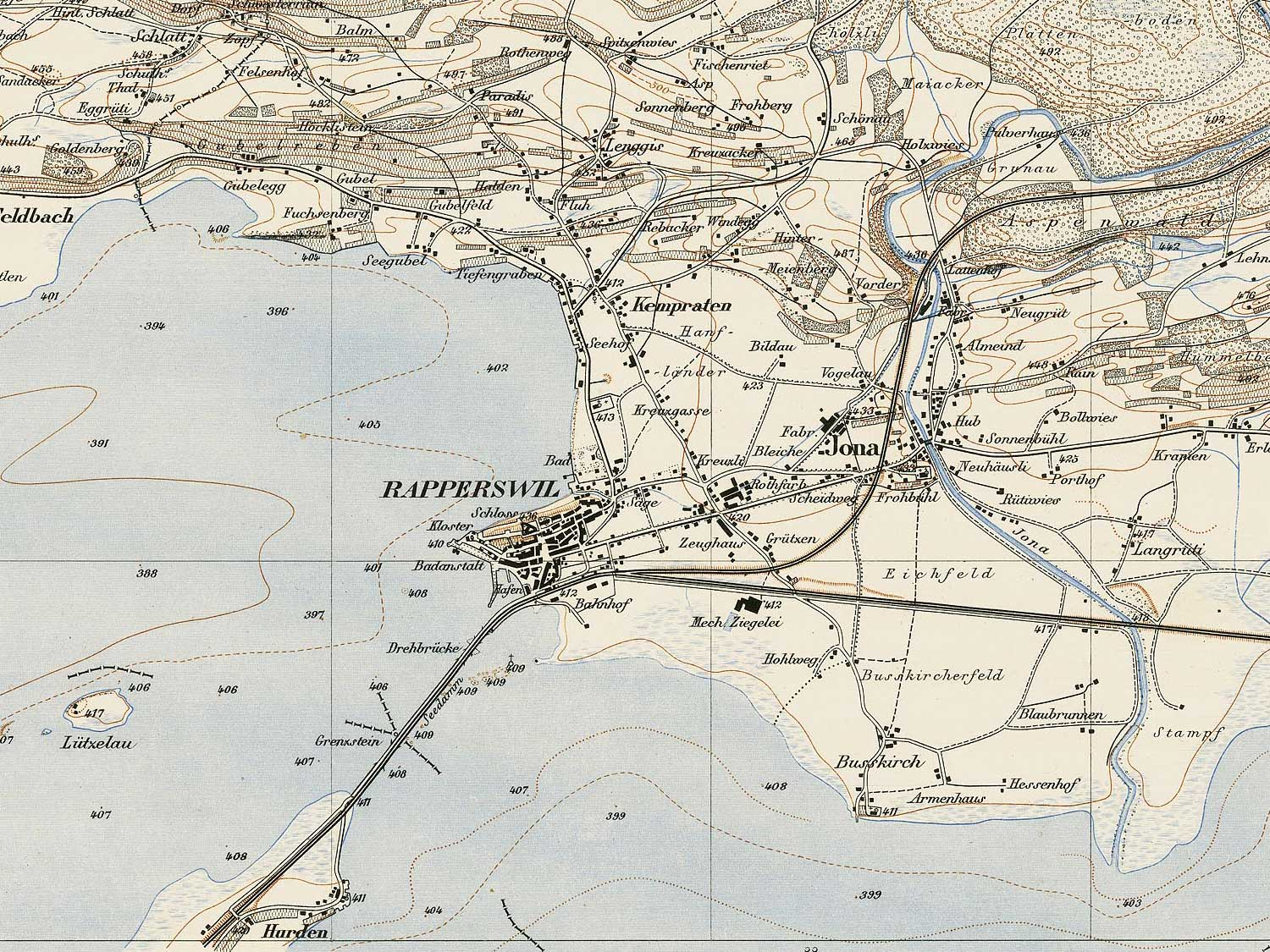
Im Siegfriedatlas von 1882 ist der neue Seedamm zu sehen

Luftbild von Werner Friedli (1950). Blick Richtung Obersee, links Rapperswil, rechts Hurden. Bei Vergrösserung (Klick auf das Bild) sind die Brückenabschnitte erkennbar.

Die Holzbrücke war im 19. Jahrhundert dem zunehmenden Verkehr immer weniger gewachsen. So entstand zwischen 1875 und 1878 der Seedamm von Rapperswil, über den eine zweispurige Strasse und ein Eisenbahngleis verlaufen.
Das gesamte «Seedamm» genannte Bauwerk ist eigentlich nur in einem mittleren Bereich sowie an den beiden Enden ein Damm. Dazwischen sind zwei Brücken bzw. Brückenabschnitte integriert. Der Brückenabschnitt bei Rapperswil war anfänglich eine Drehbrücke. Nach dem Bau des Kanals in Hurden (1943) wurde diese durch eine feste Brücke ersetzt. Die lichte Höhe der beiden Seedamm-Brücken ist gering, deshalb fahren grössere Schiffe durch den Kanal in Hurden. 

Brücken im Seedamm
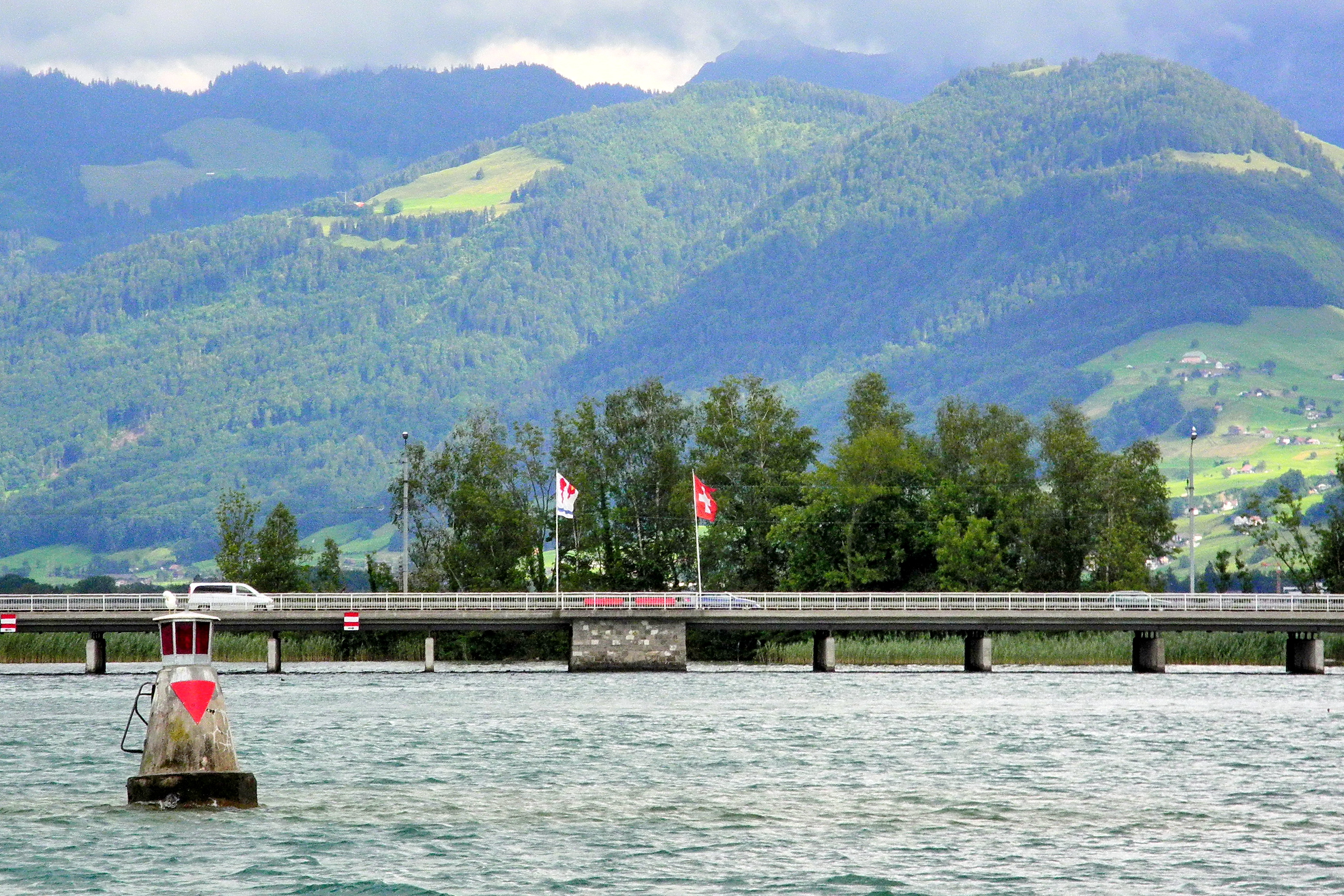
Der Brückenabschnitt bei Rapperswil
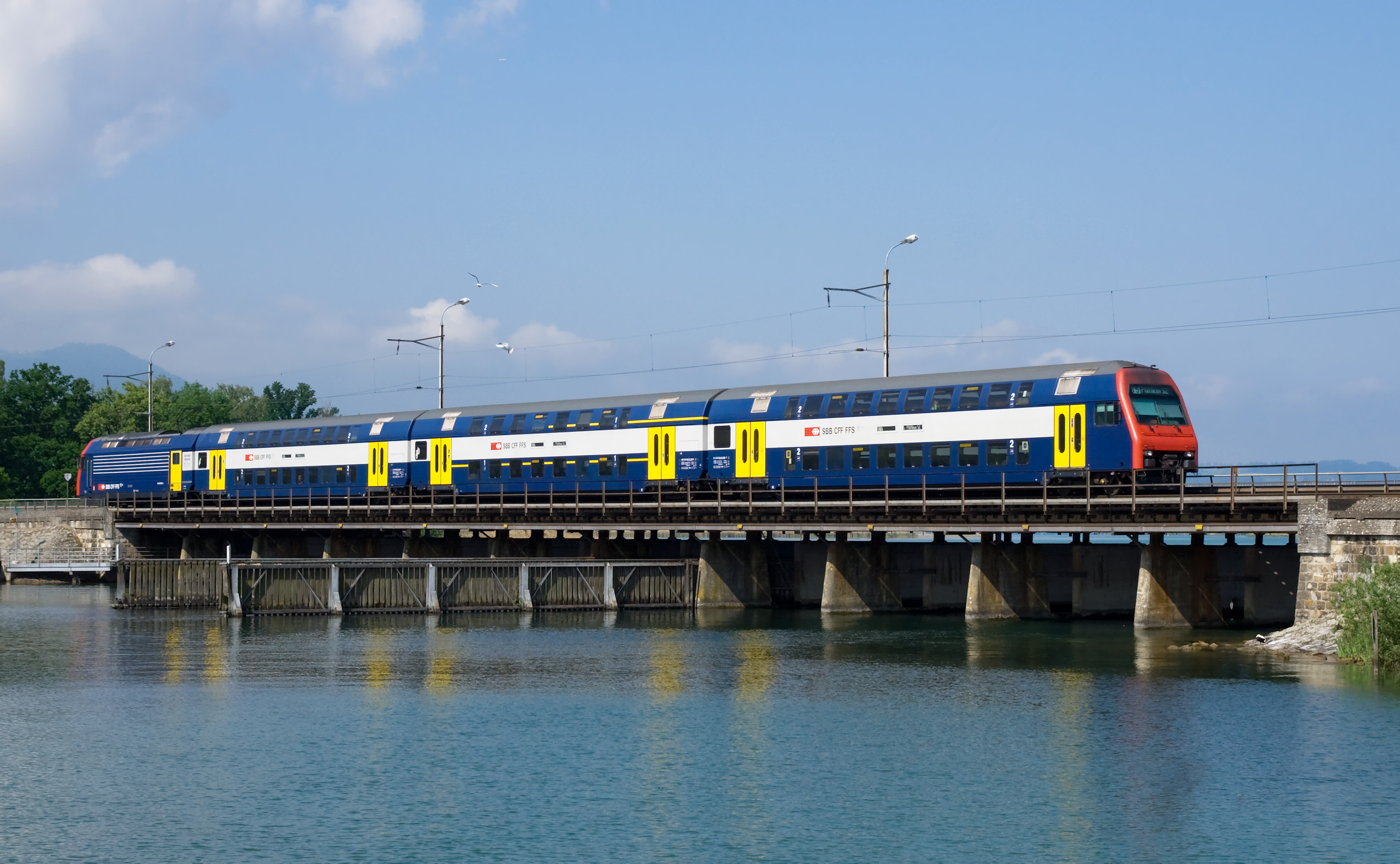
Der Brückenabschnitt bei Hurden

## Die Holzbrücke von 2001

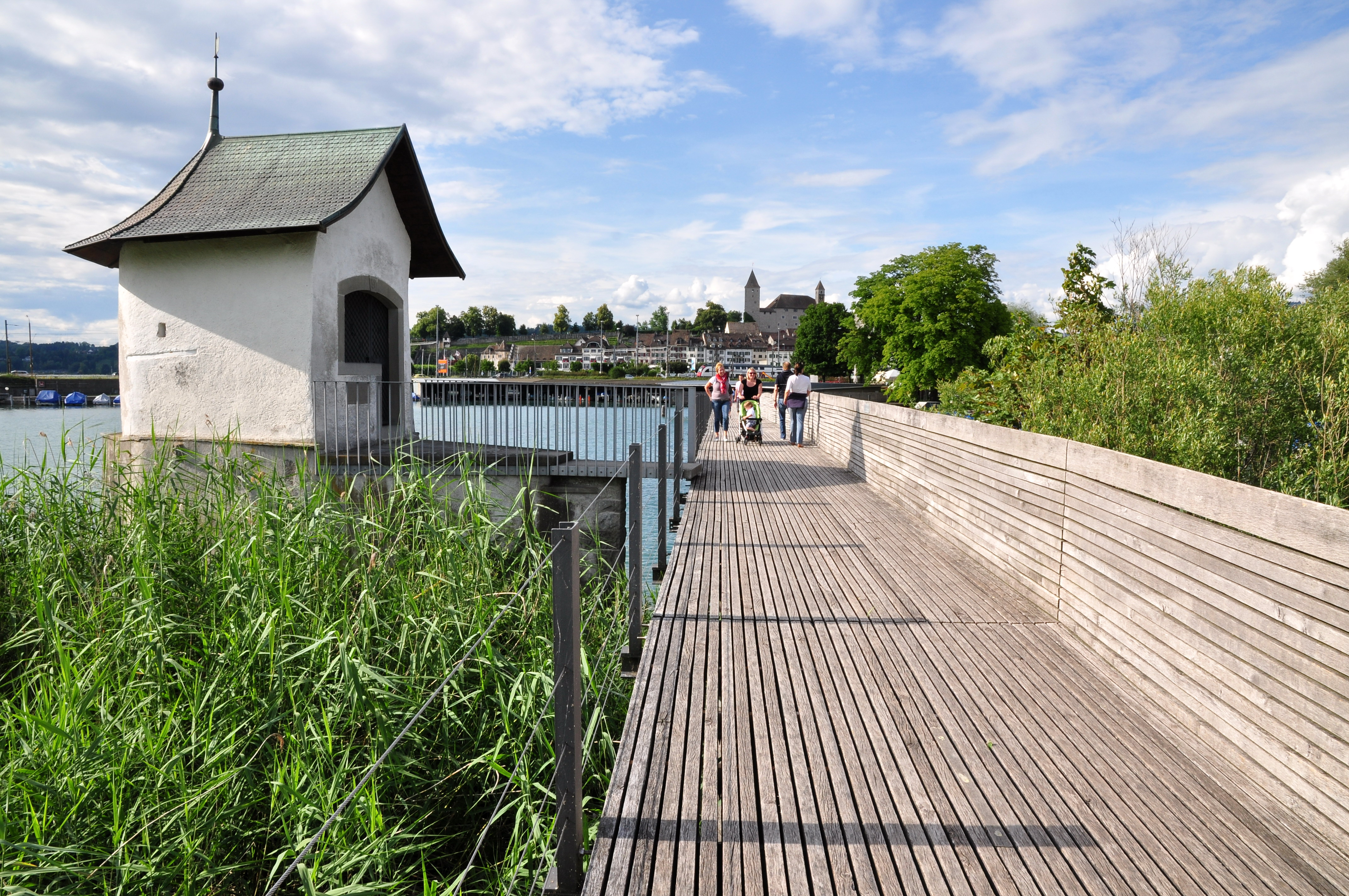
Der heutige Holzsteg. Links die Brückenkapelle Heilig Hüsli, im Hintergrund Schloss Rapperswil.

Die Idee, in Anlehnung an die historische Holzbrücke wieder einen Holzsteg für Fussgänger zu bauen, wurde schon in den 1970er Jahren diskutiert. Im Frühjahr 2000 erteilten die zuständigen Kantone St. Gallen und Schwyz die Baubewilligungen. Am 6. April 2001 wurde der neue Holzsteg eröffnet. Mit 841 Metern Länge ist er die längste Holzbrücke der Schweiz.

Die Holzbrücke von 2001
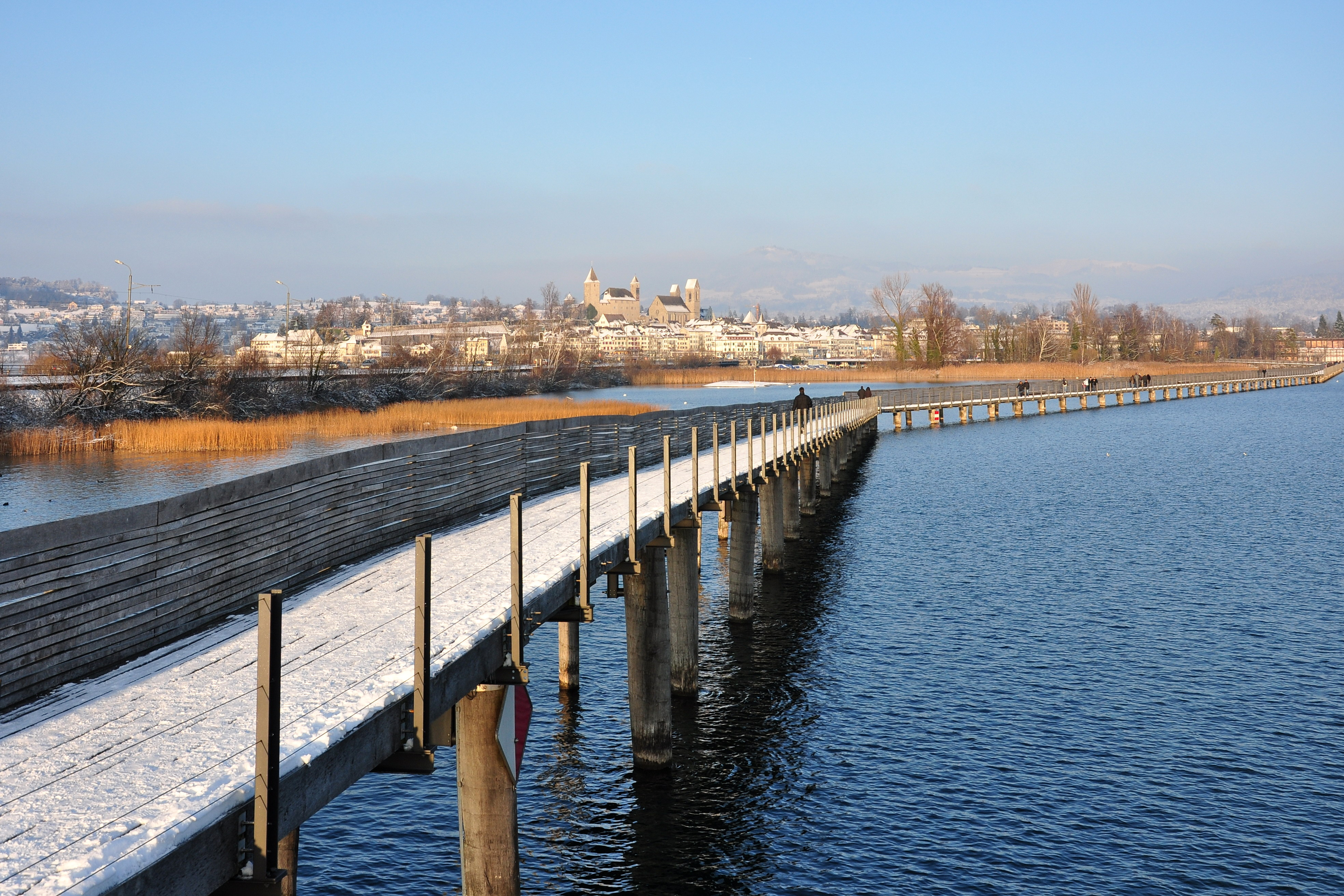
Blick Richtung Rapperswil, links der Seedamm
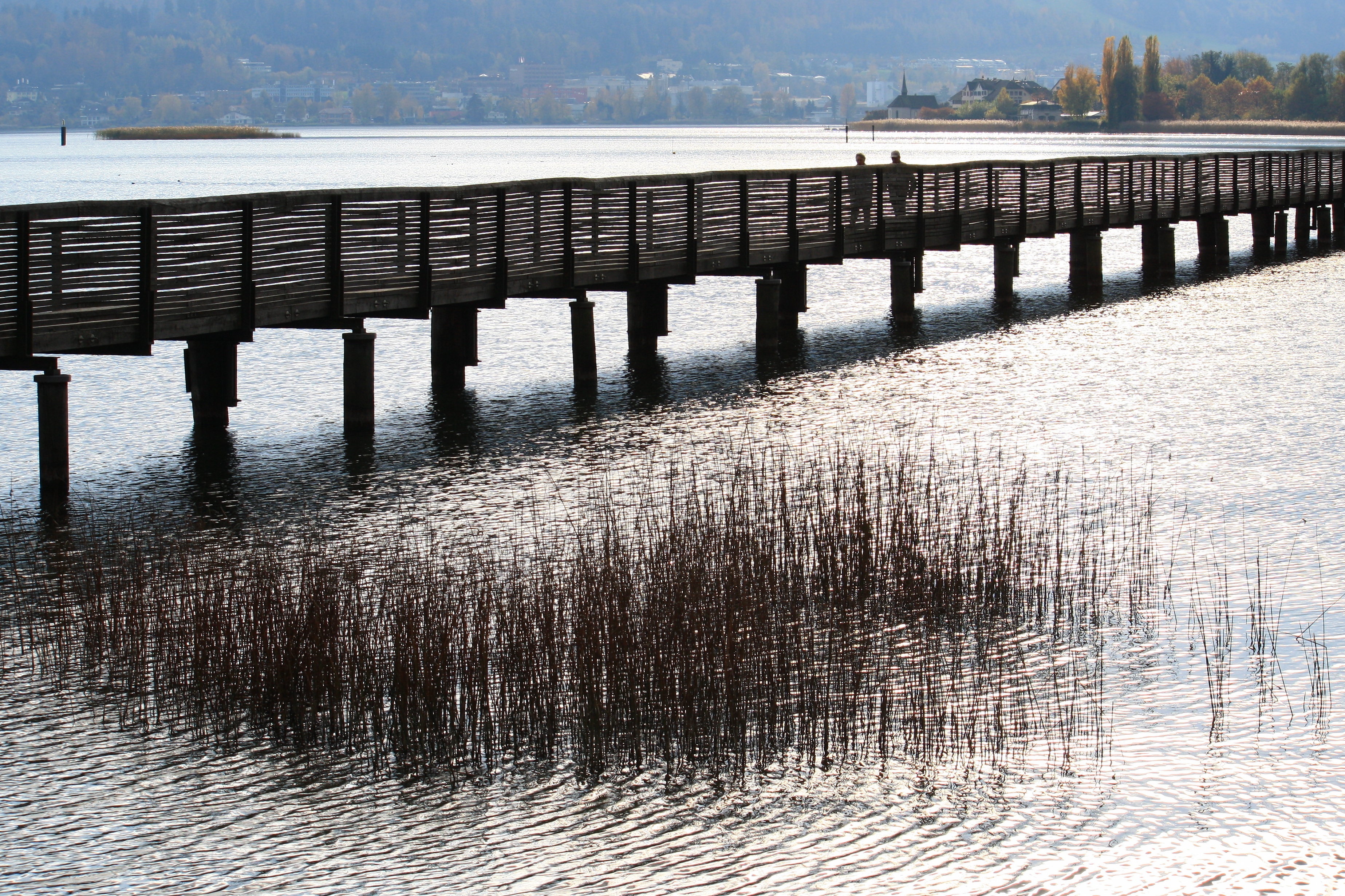
Der Holzsteg, rechts oben das nordöstliche Ufer von Hurden. Oberhalb der Passanten die Kapelle von Hurden. Dort endete die historische Holzbrücke (1360–1878).

## Fähren
In Zeiten, in denen es keine Brückenverbindung gab, wurde der See mit Booten überquert. Der früheste Beleg für den Einsatz von Fähren zwischen Rapperswil und Hurden stammt aus dem Jahr 835. Die Fähren wurden von zahlreichen Pilgern genutzt, die zum Kloster Einsiedeln gelangen wollten. Im Jahr 1350 ertranken 40 Pilger, als eine Fähre Schiffbruch erlitt. Mit der Fertigstellung der Holzbrücke im Jahr 1360 endete die Zeit des Fährverkehrs.